# Даян Кітон
Даян Кітон (англ. Diane Keaton; справжнє ім'я — Даян Голл, англ. Diane Hall, нар. 5 січня 1946, Нью-Йорк) — американська акторка, кінопродюсерка і режисерка, феміністка. Лауреатка премії «Оскар» за найкращу жіночу роль (1977). За межами Америки відома головним чином завдяки трилогії Френсіса Форда Копполи «Хрещений батько» (1972, 1974, 1990) та фільмам Вуді Аллена.
Як феміністка відома різко негативним ставленням до пластичної хірургії. З 2006 року є обличчям косметичної фірми «L'Oreal».

## Біографія
Взяла як артистичний псевдонім дошлюбне прізвище матері, оскільки акторка з ім'ям Даян Голл уже була зареєстрована в Акторській гільдії. З аналогічною проблемою пізніше зіткнувся Майкл Кітон (справжнє ім'я Майкл Дуглас), що вибрав собі такий же псевдонім, як у Даян Кітон.
У 1969 році вийшла на сцену в культовому мюзиклі «Волосся». Тоді ж почала багаторічну співпрацю з Вуді Алленом, кульмінацією якого стала головна роль у комедії «Енні Голл» (1977).

Після розриву стосунків з Алленом зблизилася з Ворреном Бітті. 

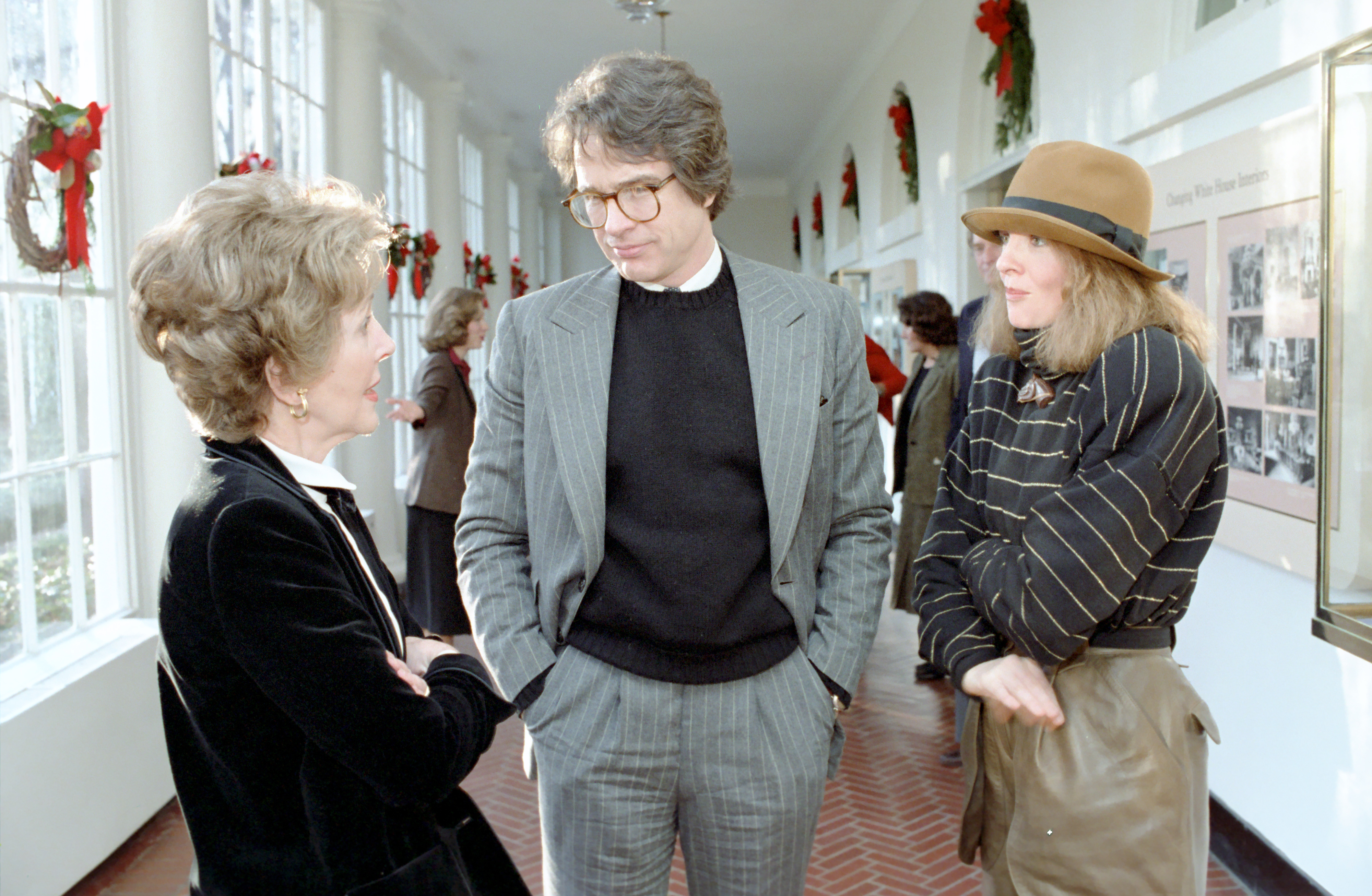
З Ворреном Бітті та Ненсі Рейган

З Бітті працювала над такими проєктами, як історичний фільм «Червоні» (1981), за який знову була номінована на «Оскар».
У послужному списку Кітон номінації на «Оскар» за головні ролі у фільмах «Кімната Марвіна» (1996) і «Кохання за правилами... і без» (2003), режисура однієї з серій культового серіалу «Твін Пікс» і продюсування фільму «Слон», нагородженого 2003 р. «Золотою пальмовою гілкою».

## Вибрана фільмографія
| Рік  | Фільм                               | Оригінальна назва                | Роль                  |
| ---- | ----------------------------------- | -------------------------------- | --------------------- |
| 1972 | Зіграй мені знову, Семе             | Play It Again, Sam               | Лінда Крісті          |
| 1972 | Хрещений батько                     | The Godfather                    | Кей Адамс             |
| 1973 | Сплячий                             | Sleeper                          |                       |
| 1974 | Хрещений батько 2                   | The Godfather Part II            | Кей Адамс             |
| 1975 | Любов і смерть                      | Love and Death                   | Соня                  |
| 1977 | У пошуках містера Гудбара           | Looking For Mr.Goodbar           | Тереза Данн           |
| 1977 | Енні Голл                           | Annie Hall                       | Енні Голл             |
| 1979 | Мангеттен                           | Manhattan                        | Мері Вілкі            |
| 1981 | Червоні                             | Reds                             | Луїза Браянт          |
| 1984 | Місіс Соффел                        | Mrs. Soffel                      |                       |
| 1987 | Дні радіо                           | Radio Days                       |                       |
| 1990 | Хрещений батько 3                   | The Godfather: Part III          | Кей Адамс             |
| 1991 | Батько нареченої                    | Father of the Bride              | Ніна Бенкс            |
| 1993 | Загадкове вбивство в Манхеттені     | Manhattan Murder Mystery         |                       |
| 1994 | Останній переліт                    | Amelia Earhart: The Final Flight |                       |
| 1995 | Батько нареченої 2                  | Father of the Bride Part 2       | Ніна Бенкс            |
| 1996 | Кімната Марвіна                     | Marvin's Room                    | Бессі                 |
| 1996 | Клуб перших дружин                  | The First Wives Club             | Енні Макдуган-Парадіс |
| 2003 | Кохання за правилами... і без       | Something's Gotta Give           | Еріка Баррі           |
| 2005 | Привіт сім'ї!                       | The Family Stone                 | Сібіл Стоун           |
| 2007 | Тому що я так хочу                  | Because I Said So                | Дафні Вайлдер         |
| 2008 | Шалені гроші                        | Mad Money                        | Бріджет Кардиган      |
| 2010 | Ранковий підйом                     | Morning Glory                    | Колін Пек             |
| 2014 | Ось і вона                          | And So It Goes                   | Ліа                   |
| 2016 | Молодий Папа                        | The Young Pope                   | Сестра Мері           |
| 2019 | Черлідерки                          | Poms                             | Марта                 |
| 2020 | Кохання, весілля та інші катастрофи | Love, Weddings & Other Disasters | Сара                  |
| 2023 | Книжковий клуб: Новий розділ        | Book Club: The Next Chapter      | Дайан                 |